# Marcello Motto
Marcello Motto (Casale Monferrato, 10 marzo 1936 – 24 aprile 2024) è stato un cestista italiano.

## Carriera
Militò a Biella, Cantù e Casale Monferrato. Con la Nazionale disputò gli Europei 1957. Collezionò 23 presenze in maglia azzurra, con 81 punti realizzati.